# Asimoneura shirakii
Asimoneura shirakii är en tvåvingeart som först beskrevs av Munro 1935.  Asimoneura shirakii ingår i släktet Asimoneura och familjen borrflugor..  
Artens utbredningsområde är Taiwan. Inga underarter finns listade.